# Liste der Stolpersteine im Stuttgarter Stadtbezirk Wangen
Die Liste der Stolpersteine im Stuttgarter Stadtbezirk Wangen führt die vom Künstler Gunter Demnig im Stuttgarter Stadtbezirk Wangen verlegten Stolpersteine auf.
Mit diesen Gedenksteinen soll Opfern des Nationalsozialismus gedacht werden, die in Wangen lebten und wirkten. Der erste Stolperstein wurde hier 2006 verlegt, insgesamt liegen in diesem Stuttgarter Stadtbezirk
zwei
Stolpersteine an zwei Standorten, die in nachfolgender Tabelle aufgeführt sind.

## Liste der Stolpersteine in Wangen
Zusammengefasste Adressen zeigen an, dass mehrere Stolpersteine an einem Ort verlegt wurden. Die Tabelle ist teilweise sortierbar; die Grundsortierung erfolgt alphabetisch nach der Adresse. Die Spalte Inschrift wird nach dem Namen der Person alphabetisch sortiert.
| Bild | Person, Inschrift                                                                          | Verlegeort                  | Verlege- datum    | Information                                                      |
| ---- | ------------------------------------------------------------------------------------------ | --------------------------- | ----------------- | ---------------------------------------------------------------- |
|      | HIER WOHNTE ERICH STROBEL JG. 1914 VERURTEILT 1938 KZ DACHAU TOT 9.3.1943                  | Laupheimer Straße 10 (Lage) |                   | Erich Strobel (1914–1943), Gewerkschafter und Widerstandskämpfer |
|      | HIER WOHNTE RUDOLF JEHLE JG. 1922 VERHAFTET WG. 'FAHNENFLUCHT' HINGERICHTET 28. APRIL 1943 | Ulmer Straße 316 (Lage)     | 28./29. Apr. 2006 | Rudolf Jehle                                                     |